# 마카베정
마카베정(真壁町)은 이바라키현 사쿠라가와시내의 정이다. 시정촌 합병 전에는 마카베군에 속했다. 2005년 10월 1일, 마카베정은 나카베군 야마토촌, 이와세정과 합병해 사쿠라가와시가 되었다.

## 개요
이바라키현 서부에 위치하며, 현지에서 생산되는 마카베 화강암을 이용한 석재 가공업과 농업이 발달한 마을이다. 역사는 오래되어 마카베 씨가 본거지로 마카베 성을 쌓은 데서 시작되었으며, 후에 사타케 씨의 가신이 된 마카베 씨가 보키키 대에 데와국 아키타로 이주한 후 아사노 나가마사가 은거료로 이 지역 등을 하사받아 마카베 번을 창건했다. 아사노 나가시게 대에 카사마 번으로 가산 이봉된 후에도 진야가 있었다. 진야가 있던 곳을 중심으로 시가지에는 오래된 거리 풍경이 펼쳐져 있으며, 국가 등록 유형문화재 건축물의 수는 100개를 훌쩍 넘는다. 또한, 각 가정이나 상점 등에서는 2003년부터 마을 부흥에 의한 히나마쓰리가 열리는 것으로 유명하다. 마을 남부에 있는 츠쿠바산은 현내에서도 관광지로 유명하다. 

## 지리
촌의 동부 지역은 수향 츠쿠바 국가정원의 일각을 이루는 쓰쿠바산, 가바산 등 쓰쿠바 산괴의 서쪽 경사면을 덮고 있으며, 중앙부에는 사쿠라가와가 남류하는 사쿠라가와 저지대, 서부에는 조넨리쿠 대지의 하나인 마카베 대지가 펼쳐져 있다. 가바산 일대는 마카베석이라 불리는 화강암의 산지로, 일본 유수의 석재산업 도시가 되었다. 또한 사쿠라가와 저지대는 논밭지대, 마카베 고원 위는 밭농사에 이용된다.

## 역사
마카베씨의 성주로 번영하다가 나중에 가사마 번령이 되었다. 메이지 시대에는 마카베군 폭동이나 쓰쿠바산 사건이 일어난 곳으로 알려져 있다. 1954년 이른바 쇼와의 대합병에 의해 구 마카베정이 주변 마을과 합병해 마카베정이 탄생하고, 헤이세이의 대합병에서의 야마토촌·이와세정과와의 대등 합병에 의해 사쿠라가와시가 2005년에 성립할때까지 계속되었다.
- 1889년 4월 1일 - 정촌제 시행으로 마카베정이 성립하였다.
- 1954년 11월 2일 - 나가사촌의 일부를 편입하였다.
  - 1987년 4월 1일 - 쓰쿠바 철도 쓰쿠바 선이 폐지되었다.
- 2005년 10월 1일,  야마토촌, 이와세정과 합병해 사쿠라가와시가 되었다.

## 교통

### 철도
- 쓰쿠바 철도
  - 쓰쿠바선 (1987년 4월 1일 폐지)